# 默克集團
默克集团（Merck KGaA）创建于1668年，拥有约350年历史，总部位于德国达姆施塔特市（Darmstadt），该集团主要致力于创新型制药、生命科学以及前沿功能材料技术。截止2012年，默克在全球67个国家和地区拥有154个分支机构，以及38,000名员工逾。默克在美国和加拿大使用EMD品牌，EMD代表达姆施塔特伊曼纽尔默克，意即Emanuel Merck Darmstadt。
2014年9月23日默克集团斥資170億美元現金收購美國公司Sigma-Aldrich Corp。
2018年4月19日寶潔以約34億歐羅（約42億美元）的現金價格，收購德國默克集團（Merck）的美國經營權，為全球消費者保健業務。
2018年12月15日默克集團以21億歐羅現金以及承擔11.5億歐元的債務收購生產動物電子確認產品的歐洲公司Antelliq
2019年10月9日默克集團以58億歐元（64億美元）現金收購美國電子原材料商慧盛先進科技公司Versum Materials，作為交易的一部分默克還將承擔5.7億美元的凈債務

## 默克家族與董事會
默克家族目前共有217個成員（統計日期為2009年9月），其中130名成員為家族理監事，掌有對公司董事和重大決策的同意權。
11名董事的委員會長為約翰·鲍姆豪尔（Jon Baumhauer）股份委員有類似股份公司監事會的功能，會長權責為監督伊曼紐默克E. Merck KG及默克合資股份有限公司Merck KGaA的領導管理人。對於重要管理決策需要通過監事會的同意，於理監事會中不但有默克家族成員，也有外來成員，如阿伦德·厄特克尔（Arend Oetker），這九名監事會中的會長為法蘭克·斯坦根贝格格·哈弗坎普（Frank Stangenberg-Haverkamp），與約翰·鲍姆豪尔（Jon Baumhauer）為默克第11代繼承人弗里德里希·雅各布·默克（Friedrich Jacob Merck）的後代，目前為默克最高層的家族成員。
在過去幾年，全球的化學和製藥產業經過激烈的競爭，製藥產業主要競爭公司為德固赛（Degussa）、巴斯夫（BASF）、杜邦（DuPont） 、阿尔塔纳（Altana）、羅氏藥廠（Roche）、勃林格殷格翰（Boehringer Ingelheim）及霍伊斯特公司（Hoechst AG）幾家公司將化學部門賣給默克，使默克至今於化工和製藥有穩固的地位。

## 製藥公司部分
目前默克製藥分為兩大部分，於2007年5月默克將Generika以歐元49億歐元代價，賣給美國公司米蘭實驗化工公司（Mylan Laboratories）。透過大大小小的子公司，默克掌有全球眾多國家通用名藥物的製造權。

## 默克雪蘭諾
重點藥物和治療領域為
1. 腫瘤學：單一抗體（爾必得舒 / 西妥昔單抗）
2. 神經系統（Rebif Interferon, Multiple Sklerose）
3. 糖尿病（Glucophage, Metformin）
4. 甲狀腺病變（Euthyrox / Levo-Thyroxin）
5. 心臟血管循環系統疾病（Concor / Bisoprolol）
6. 發炎（Decortin / Prednison）
7. 女性荷爾蒙療程（Hormonsubstitutionstherapie）
8. 苯丙酮尿症（Kuvan / Sapropterindihydrochlorid）

默克雪蘭諾最核心的研究為腫瘤標靶藥物，著力於療程中不傷害健康的細胞，藉由蛋白質特性直接針對癌細胞治療。此發展計畫透過免疫學和生技潛力及分子生物學，使自身細胞產生對抗癌細胞的抗體。
默克也致力於研究以下四個主要疾病領域:
1. 單一抗體，阻止癌細胞滋生
2. 療程癌細胞注射劑
3. 免疫細胞因子學，可認出癌細胞，並自體產生免疫
4. 血管新生學，使腫瘤缺乏養分而殆盡，斷絕腫瘤養分來源

## 消費者健康藥品
默克於消費者健康藥品領域生產非醫師處方藥品，如所謂非處方籤藥劑，以及養分補助藥品。

## 生命科學及化學性能產業
主要領域為製造工業化學試劑，研究室化學試劑及環境研究分析，還有總體製藥過程的諮商，例如色譜法、化妝品原物料及藥物。此產業部門還有另一重要產品，就是提煉色素原料，為工業及化妝品產業的上游廠商。
2020年，默克集团与中国百雀羚公司成为战略合作伙伴，共同研发“科技新草本”护肤产品。

## 液晶原物料產業
默克化學擁有兩大商業部門：
默克為液晶顯示器的製造先驅，目前為全球最大的液晶原物料供應商，主要為液晶和薄面板顯示器產業的上游商。大約百分之六十的液晶來自於德國默克，由於只有上游產業熟知其名，默克是液晶產業所謂的隱形冠軍。2005年三月默克以五千萬歐元現金買下隸屬於Avecia集團的Covion生化半導體公司。此為原本隸屬於Hoechst AG在工業園區製造有機發光半導體，被默克收購後稱為默克有機發光半導體原料公司Merck OLED Materials GmbH，為液晶部門一環，2007年4月2日正式將此部門融入默克集團，將近一百名員工納入默克液晶部門。

## 2010收購美國密立普（Millipore）集團
2010年五月德國默克集團正式宣布以現金53亿歐元現金收購美國密立普生物科技公司。密立普公司於1954年成立，在1990年代為S&P五百大企業，目前為納茲達克上市生技公司（NYSE: MIL），最為知名的產品為微千分尺細孔過濾系統及測試系統。密立普擁有兩大事業部門，一為生物製程部門，致力於提供化工製程精密器材。另一部門為生物科技，致力於提供實驗室產品。

## 參看
- 世界最古老的公司列表